# José Aymerich de Varas
José de Aymerich y Varas Vilajoana y Barnola (Cadis, 11 de gener de 1775 –Palma, 27 d'octubre de 1841) va ser un militar i polític espanyol.

## Biografia
Era fill de Rosario de Varas y Barnola, y d'Esteban Aymerich Vilajoana, capitá del Cos d'Enginyers i coronel d'Infanteria, expulsat del cos d'enginyers, sent brigadier, per 'Fernando l'indesitjable' el 21-1-1802, mort el 10-2-1802. José Aymerich Baras va arribar a Caracas sent un nen de mesos d'edat. Va entrar en el Reial Seminari de Nobles en 1793. En 1801 es va casar amb Rosa Ortiz de Pinedo y Anuncibay, filla única del comte de Maule (Xile), nascuda de Damián Ortiz de Pinedo i Anuncibay i de Rosa Periánez; el seu fill Carlos va casar amb Valentina Muriel de Arce.
Era un absolutista de soca-rel que va combatre els francesos en la Guerra del francès. En 1813 assolí el grau de brigadier i en 1814 el de mariscal de camp. En 1820 fou nomenat Inspector d'Andalusia i després que el rei jurés la constitució fou confinat a Ciudad Rodrigo. Ferran VII el va nomenar Secretari de Despatx de la Guerra amb Cea Bermúdez, entre agost de 1824 i juny de 1825. El 1825 va rebre la Legió d'Honor. Durant el seu mandat va crear les comissions militars, tristament famoses per la seva crueltat. Entre 1828 i 1833 va ser capità general de les Illes Balears, on va desarticular un complot liberal (1831). Va perdre un dels seus fills a la Batalla de Luchana,1836. Fou nomenat governador militar de les Balears en 1841. Fou assassinat a Palma quan anava a ocupar el càrrec. Foren detinguts com a sospitosos alguns oficials progressistes del Regiment de la Reina, però finalment ningú no en fou encausat.